# Telagh
 (janvier 2011).
Si vous disposez d'ouvrages ou d'articles de référence ou si vous connaissez des sites web de qualité traitant du thème abordé ici, merci de compléter l'article en donnant les références utiles à sa vérifiabilité et en les liant à la section « Notes et références ».
 (mars 2016).
Telagh, également typographié Talagh (en arabe : تلاغ, en berbère ⵜⴻⵍⴰⵖ ), est une commune de la wilaya de Sidi Bel Abbès en Algérie.

## Toponymie
Le nom de Telagh vient du berbère et signifie "la terre humide, boueuse".

## Géographie

### Situation
Telagh est située à une cinquantaine de kilomètres au sud de Sidi Bel Abbès et environ cent trente de kilomètres de la mer. Son territoire est bordé :
- au nord par la commune de Teghalimet ;
- à l'ouest par les communes de Mezaourou et Aïn Tindamine ;
- à l'est par les communes de Merine et Oued Taourira ;
- au sud par la commune de Dhaya.

| Mezaourou     | Teghalimet          | Teghalimet    |
| Mezaourou     | Telagh              | Merine        |
| Aïn Tindamine | Oued Taourira Dhaya | Oued Taourira |

### Géologie
La commune de Telagh a une altitude moyenne assez élevée. Le point le plus bas se trouve à la limite nord de son territoire, dans la plaine de Teghalimet à 680 mètres. Le point culminant est le sommet du plateau de Dhaya à 1 455 mètres. Ce dernier est un plateau tabulaire, constitué d'une plateforme monoclinale ou le crétacé moyen domine le crétacé inférieur. Ce plateau est long de 30 km (de Titen Yahia à Telagh) et large au maximum de 12 km. Il culmine à 1 455 mètres.
Les sols actuellement cultivés sont considérés comme peu à moyennement profonds, encroutés, calcaires, de texture plutôt légère, sableuse ou argilo-sableuse ou dominent les éléments grossiers que sont sables, graviers et cailloux.

### Climat
Le climat de la région est semi-aride frais à froid. La continentalité augmente du nord au sud, en relation avec l'orographie et l'éloignement de la mer. Les températures moyennes annuelles sont de l'ordre de 13 à 16°. Les moyennes mensuelles varient de 5° en janvier à 24° en août. La région est caractérisée par une pluviométrie moyenne annuelle d'environ 400 mm. Il pleut de 50 à 60 jours par an. Les gelées sont susceptibles se survenir de septembre à mai. En année moyenne on observe des gelés blanches, 15 à 20 jours par an de novembre à avril. La neige persiste en moyenne pendant 20 jours par an sur les reliefs au-dessus de 1 000 mètres.

### Flore et faune
Avec une formation à base de pin d'Alep (essence principale). À côté, on trouve surtout comme essences secondaires, le chêne vert et le chêne kermès, le thuya, le genévrier oxycèdre. Le sous bois comporte divers cistes : des lentisques, des filaria, des oléastres, des arbousiers, des cytises, du romarin, du palmier nain, de l'alfa, du diss (ampélodesmos tenax).
La faune de la commune est en partie similaire à celle de la zone méditerranéenne, avec la présence de sangliers, chacals, renards, gerboises, hérissons, lièvres. Les oiseaux sont très-nombreux et d'espèces variées : la perdrix rouge, la caille, la tourterelle, le pigeon ramier, la grive, : le chardonneret, le serin des champs, le rossignol, l'hirondelle, le pinson, le moineau, l'alouette, le ganga, l'étourneau, le coucou, le geai, le corbeau, la chouette, le hibou, le vautour, l'aigle, et la cigogne dont quelques couples viennent pendant l'hiver faire leurs nids sur les toits. Parmi les reptiles, mentionnons les couleuvres, les vipères, les lézards petits et grands, le caméléon, les tortues d'eau et de terre, les crapauds et les grenouilles.

## Histoire

### Époque coloniale française
En 1858, le 2e régiment a reçu par autorisation du ministre français de la Guerre, une étendue de 1456 hectares de terres à Telagh. Le génie militaire construit immédiatement tous les bâtiments nécessaires destinés à recevoir cette colonne et à assurer l'administration des terres et la surveillance de la route conduisant à Dhaya (anciennement Bossuet), ou se trouvait le bureau arabe. La zone était habitée par la tribu de Ouled moffok, El bouazids, Ouled Sidi Bouchakour[réf. nécessaire].
De 1858 à 1879, seuls quelques commerçants et débitants de boissons viennent s'établir. Vers le début 1880, les premiers colons commencent à peupler Telagh. Les terrains autour du cantonnement n'étaient pas défrichés, seules quelques clairières étaient ensemencées et de petits jardins mis en état par les militaires. En 1889, la commune mixte est créée. Joachim Ximeres et deux adjoints sont à la tête de l'administration et s'installent dans les bâtiments laissés vacants par les militaires.
En mai 1904, le centre de Telagh est détaché de la commune mixte et érigé en commune de plein exercice avec une superficie de 13 981 hectares. Son premier maire fut Norbert Henri. Depuis, Telagh a pris une importance toujours grandissante et l'urbanisation se met en place, grâce à une impulsion donnée par son maire Cambon Étienne élu en 1919. La superficie passe alors de 13981 hectares à 17 056 hectares. Les services du génie militaire et des entrepreneurs privés réalisent dès lors différents ouvrages : l'école communale (1903), la mairie en 1935, la cave coopérative, des docks silos pouvant emmagasiner de 35 à 45000 quintaux de céréales, hôtel des postes en 1951, le stade municipal en 1952, hôtel des finances, des HLM, l'entourage des places publiques et cimetières, l'aménagement des nombreux quartiers. Parallèlement à ces réalisations, des travaux de canalisations furent entrepris pour alimenter le village en eau potable. Quelques bornes fontaines furent placées en quelques endroits du village, ainsi que des réverbères (lanternes) pour l'éclairage des rues, qui se faisait à l'époque à l'acétylène (hydrocarbure non saturé). Les rues furent nivelées et bordées de trottoirs.
Le nouveau département d'Oran fut créé par décret du 20 mai 1957 et comprenait cinq arrondissements : Oran, Aïn Témouchent, Perrégaux, Sidi-Bel-Abbès et Telagh ; ce dernier comprenant 16 localités.
Durant la Guerre d'Algérie, le 18 novembre 1960 le maire européen du Telagh est arrêté et accusé d'apporter de l'aide matérielle au FLN. Le baron Quievreux de Quiverain, qui est l'un des derniers maires français en Algérie, est assassiné par l'OAS à la gare d'Oran au cours d'un transfert le 25 février 1962. Son premier adjoint, le conseiller général Seba Abdelkader, prend sa succession le 19 novembre 1960 et devient ainsi le premier maire d'origine arabe du Telagh. Enfin le 15 mai 1962, à la sortie de Sidi-Bel-Abbes, le sous-préfet du Telagh et trois autres personnes sont assassinés par cette même organisation[réf. nécessaire].

### Époque de l'Algérie indépendante

#### Administration
Sidi-Bel-Abbès, est érigée en wilaya par ordonnance du 2 juillet 1974 et est formée de nouvelles daïras de Hammam Bouhadjar, Sfisef, et Ben Badis et les trois daïras de Sidi-Bel-Abbès, d'Aïn Temouchent, et de Telagh (distraites de la wilaya d'Oran). Cette dernière comprenait dix-sept communes.
Le nouveau siège de la mairie a été réceptionné en 2011 en remplacement de l'ancien édifice bâti en 1935. Il s'agit d'un bâtiment de forme circulaire, érigé en deux blocs distincts, avec une salle d'accueil couvrant 50 m et 37 locaux servant de bureaux administratifs pour diverses prestations.

### Liste des maires
- 1904 : Antoine Norbert[3]
- 1919-1959 : Étienne Cambon
- 1959-1960 : Quievreux de Quivrain
- 1960-1962 : Abdelkader Sebaa
- 1962-1967 : Délégation spéciale communale
- 1967-1971 : Youcef Daoud
- 1971-1979 : Ghaouti Hamdi
- 1979-1984 : Belahcen Ghabi
- 1984-1989 : Abdelkader Bousmaha
- 1989-1990 : Conseil communal provisoire
- 1990 : Yahia Bendjemaa
- 1990-1992 : Yahia Adda
- 1992-1997 : Délégation exécutive communale
- 1997-2002 : Yahia Moussa
- 2002-2006 : Bouchakor Bounadja
- 2006-2010 : Tayeb Mekideche
- 2010-2012 : Bouchakor Gouttal
- 2012-2017 : Tayeb Mekhideche

## Institut national de recherche forestière
Cette commune abrite une station de recherche et d'expérimentation rattachée à l'Institut national de recherche forestière.

## Économie
La ville est au centre d'une grande région agro-pastorale et constitue un important marché pour les productions agricoles, d'élevage et de sylviculture des daïras et communes environnantes. Elle a cependant vu se développer des industries à partir de la fin des années 1970, en partie grâce au programme spécial de développement.
La commune dispose actuellement d’une zone industrielle d’une superficie de 40 hectares, comprenant une cinquantaine de lots destinés à la réalisation de projets d'investissement dans les secteurs de l'agroalimentaire, du conditionnement et des équipements hydrauliques.

## Personnalités liées à la commune
- Alain Mimoun, vainqueur d'une médaille d'or aux Jeux olympiques de Melbourne, né à Telagh en 1921[4].